# Весга, Микель
Микель Весга Аррути (исп. Mikel Vesga Arruti, испанское произношение: [ˈmikel ˈβesɣa]; 8 апреля 1993, Витория-Гастейс, Испания) — испанский футболист, полузащитник клуба «Атлетик Бильбао».

## Клубная карьера
Весга родился в городе Витория-Гастейс, где начал заниматься футболом в местной академии клуба «Ауррера». В 2012 году впервые сыграл за взрослую команду «Аурреры» в 4-м дивизионе Испании. Летом 2013 года Микель перешёл в «Алавес», где выступал за резервную команду в 4-м дивизионе Испании.
1 июля 2014 года Весга присоединился к «Бильбао Атлетик», который выступал в Сегунде Б. Завоевав доверие тренера Хосе Анхеля Сиганды, Микель провёл в том сезоне 38 матчей и забил 3 гола, чем помог команде вернуться в Сегунду спустя 19 лет.
24 августа 2015 года Весга дебютировал на профессиональном уровне в матче Сегунды против «Жироны». 7 февраля 2016 года он забил первый гол в Сегунде в матче против «Мальорки».
17 августа 2016 года, проведя предсезонную подготовку с основной командой, главный тренер Эрнесто Вальверде перевёл Весгу во взрослую команду. Спустя четыре дня Микель дебютировал за «Атлетик Бильбао» в матче чемпионата Испании против «Спортинга».
12 сентября 2016 года Весга продлил контракт до 2019 года с отступными в 30 млн евро. 25 января 2017 года он перешёл в хихонский «Спортинг» на правах аренды. 15 апреля 2017 года Весга забил свой первый гол в чемпионате Испании в матче против «Реал Мадрида».
4 июля 2018 года Весга перешёл в «Леганес» на правах аренды. В январе 2021 года он согласился на продление контракта с «Атлетиком Бильбао» до лета 2024 года с отступными в размере 50 млн евро.

## Достижения
«Атлетик Бильбао»
- Обладатель Кубка Испании: 2023/24
- Обладатель Суперкубка Испании: 2020/21